# Sébastien Chobet
Sébastien Chobet, nascut el 9 de juny de 1981 a Narbona, és un jugador de rugbi a XV que ocupa la posició de pilar.

## Clubs successius
- RC Narbonne fins a 2001
- TENS Béziers (2001-2003)
- FC Grenoble (2003-2004)
- USAP

## Palmarès
- Internacional -19 anys: campió del món 2000 a França.
- Internacional -21 anys: participació en el campionat del món 2002 a Sud-àfrica